# Bantry Bay
Die Bantry Bay (irisch Bá Bheanntraí oder Cuan Baoi) ist eine Bucht in County Cork, in Irland. Sie liegt zwischen der Beara-Halbinsel im Norden und Sheep’s Head im Süden. In der Bantry Bay liegen die Inseln Bere Island, Chapel Island, Dinish Island, Garinish und Whiddy Island. Die Inseln sind sporadisch besiedelt. Orte um die Bantry Bay sind Adrigole, Bantry, Ballylickey, Cahermore, Cappanolsha, Castletownbere (Castletown Bearhaven), Donemark, Foilakill, Gerahies und Glengarriff.
Die Bantry Bay ist eine Ria, eine vom Meer überschwemmte Flussmündung.

## Wirtschaft
Bei Whiddy Island findet sich der wichtigste Ölumschlagsplatz Irlands. Hier kam es am 8. Januar 1979 zu einer Katastrophe, als der französische Öltanker Betelgeuse beim Löschen explodierte.

## Sehenswürdigkeiten
In der Umgebung befindet sich die Ruine des Dunboy Castle bei Castletownbere. Am 11. Mai 1669 kam es hier zur Seeschlacht vor der Bantry Bay. Nahe Adrigole findet sich das Wedge Tomb von Ballynahown. Bei Kealkill befindet sich ein Steinkreis.

### Leuchttürme
Bekannte Leuchttürme der für Schiffe gefährlichen Bantry Bay sind Ardnakinna Lighthouse, Roancarrigmore Lighthouse sowie Sheep’s Head Lighthouse. Die französische Fregatte Surveillante wurde hier am 2. Januar 1797 zerstört.

## Referenzen
1. ↑  Logainm.ie